# Saint-Laurent-en-Grandvaux
Saint-Laurent-en-Grandvaux är en kommun i departementet Jura i regionen Bourgogne-Franche-Comté i östra Frankrike. Kommunen ligger i kantonen Saint-Laurent-en-Grandvaux som tillhör arrondissementet Saint-Claude. År 2022 hade Saint-Laurent-en-Grandvaux 1 818 invånare.

## Befolkningsutveckling
Antalet invånare i kommunen Saint-Laurent-en-Grandvaux
Referens:INSEE